# Mokhungwana
Mokhungwana – wieś w Botswanie w dystrykcie Central. Według spisu ludności z 2011 roku wieś liczyła 260 mieszkańców.